# Бардаков, Захар Романович
Заха́р Рома́нович Бардако́в (род. 24 февраля 2001, Северск) — российский хоккеист, нападающий. Мастер спорта России (2022).

## Карьера
Родился в закрытом городе Северск, находящемся в Томской области. В девять лет покинул Северск. На юношеском уровне выступал за клубы «Кристалл» Бердск, «Серебряные Львы» Санкт-Петербург, «Варяги» посёлок имени Морозова, казанский «Ак Барс». В 2016 году попал в систему подмосковного «Витязя». В сезоне 2018/2019 дебютировал на профессиональном уровне в составе чеховской молодёжной команды «Русские витязи» на уровне Молодёжной хоккейной лиги, на следующий сезон стал ассистентом капитана команды.
Летом 2020 года попал в список основной команды «Витязя» для подготовки к новому сезону, принял участие в нескольких контрольных матчах, а также выступил на Кубке мэра Москвы. 4 сентября в гостевой игре против «Ак Барса» дебютировал в КХЛ. 26 ноября в гостевой встрече против минского «Динамо» отметился результативной передачей, открыв счёт очкам в КХЛ, в следующей, домашней встрече против финского «Йокерита», забросил свою первую шайбу.
В июне 2021 года в результате обмена перешёл в СКА.
21 апреля 2025 года подписал однолетний контракт новичка с клубом НХЛ «Колорадо Эвеланш», куда был обменян 1 марта 2024 года.

### В сборной
Захар Бардаков был вызван в состав главной сборной на первый этап Еврохоккейтура — Кубок Карьяла 2020, проходившем с 5 по 8 ноября. На этом турнире сборная России, составленная, в основном, из молодых хоккеистов, завоевала золотые медали. Был вызван в состав молодёжной сборной России для участия в чемпионате мира 2021, проходившем в канадском городе Эдмонтон. Был вызван на третий этап Еврохоккейтура — Хоккейные игры Beijer 2021, проходившем с 11 по 14 февраля 2021 года, в шведском городе Мальмё. На этом турнире сборная России завоевала золотые медали.

## Достижения
- Победитель кубка Карьяла — 2020
- Победитель шведских игр Beijer 2021